# Timorsprachen

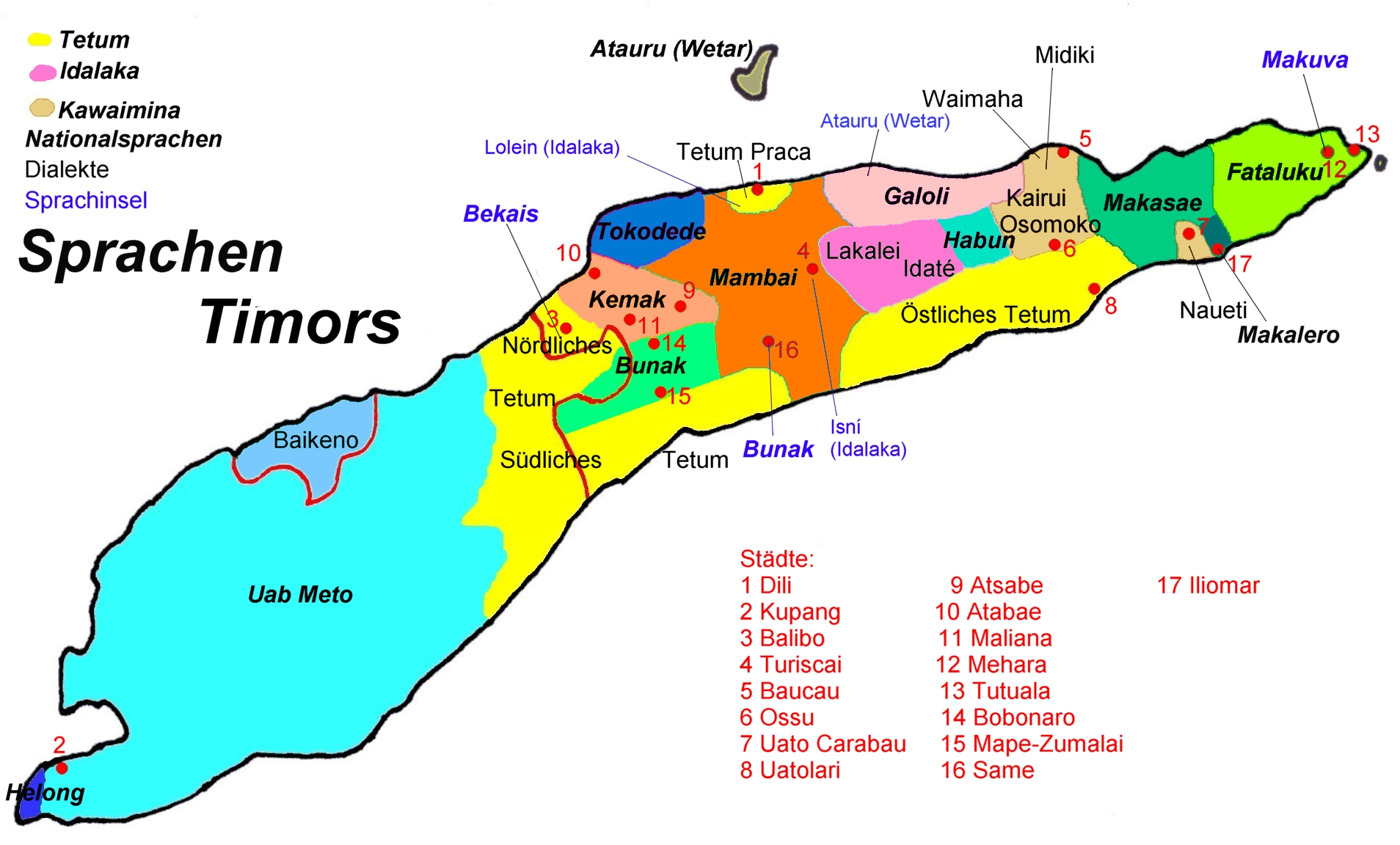
Die größten Sprachen Timors

Die etwa 20 Timorsprachen bilden eine Sprachfamilie der austronesischen Sprachen. Sie werden auf den Inseln Timor, Wetar, Roti und mehreren Nachbarinseln gesprochen. Die am häufigsten gesprochenen Sprachen der Sprachfamilie sind Tetum und Uab Meto.

## Einordnung
Die Timorsprachen sind Teil des Timor-Flores-Zweigs der zentral-malayo-polynesische Sprachen und gehören somit zu den malayo-polynesischen Sprachen.
Man unterscheidet bei den Timorsprachen zwischen den ursprünglicheren fabronischen Sprachen (auch Extra-Ramelaisch genannt) und den ramelaischen Sprachen, bei denen ein stärkerer Einfluss von Papuasprachen und des ambonesischen Malaiischen, einer Kreolsprache, zu erkennen ist. Letzterer stammt vermutlich von Händlern, die im 15. Jahrhundert in die Region des heutigen Dili kamen.
Als Ursprung der Timorsprachen beschrieb Geoffrey Hull 1998 Alt-Butonesisch.